# 反社会復帰
反社会復帰（はんしゃかいふっき）とは、精神障害者の労働（勤労）なき社会参加のことである。
働かない権利とセットになって語られることが多い。

## 概要
障害などによって離職した者、職に就けなかった者に対して行政が中心となり社会復帰支援事業が行われているが、障害程度や社会環境、後遺症などによって労働（勤労）を前提とした復帰できるかどうかが左右され、中にはどうしても社会復帰が出来ない群があり、また受け入れ体制にも問題がある。無理に社会復帰させようとすると障害が悪化し、場合によっては悪化した障害を苦にして自殺を図ることにつながることも考えられる。そこであえて労働（勤労）を前提とした社会復帰（社会的適応と経済的自立）を目指さないことによって、これ以上障害を悪化させることをせず、現状の生活の水準を保ち社会参加しようとする考えである。
または、日本が労働（勤労）を前提とした社会である以上、社会復帰には労働（勤労）ができるような社会的適応を身につける必要がある。精神障害分野においては、1960年代は強い社会的差別意識の他に「社会復帰」するには就労、つまり労働（勤労）出来なくてはならないという考え方が、医療、家族、当事者にとって大変強かった。しかし当時の精神科病院では「生活療法」や「作業療法」で「しつけ」の理念のもと患者（精神障害者）を全面的に管理する、使役を正当化する不当なものであった。1970年代になると精神科病院開放化運動が始まり、「仲間同士で支え合い、病を持ちつつもあたりまえにその人らしく生活していくこと」に変化し、1980年代には「社会復帰（社会的適応と経済的自立）でなく社会参加（反社会復帰）へ」と変化していった。
日本の制度上の動きは、1960年代に社会保障制度が整備されたが、障害者のためのサービスは抑えられ、古典派経済学由来の財政規律を重んじた「小さな政府」路線が敷かれた。古典派経済学は個人の自由を尊重すると理解されているが、労働価値説を基礎に置き「働かない自由」を認めない規範体系を擁していたが、精神障害分野では障害者達の意見を参考に作業をしない共同作業所（居場所）も現れた。例えば一日のリズムを作る、人間関係の練習、日中の居場所などは作業は必然ではない。このようなコンセプトの共同作業所は1999年（平成11年）に精神障害者地域生活支援センターに引き継がれている。